# Fred Mandel
Fred Mandel (* 1953 in Estevan, Saskatchewan) ist ein Keyboarder, Gitarrist und Songwriter. Er arbeitete mit Alice Cooper, Pink Floyd, Cheap Trick, Queen, Supertramp und Elton John zusammen.
Mandel war Mitglied von Alice Coopers Band, für die er erst Keyboard und später Lead-Gitarre spielte. Er beteiligte sich auch am Songwriting, beispielsweise beim von Roy Thomas Baker produzierten Album Flush the Fashion.
Ende der 1970er Jahre nahm er Keyboards für Pink Floyds Album The Wall auf.
1982 begann Fred Mandels Zusammenarbeit mit Queen, die er auf dem zweiten Abschnitt der „Hot Space“-Welttournee als Keyboarder begleitete. In gemeinsamen Live-Sessions mit Brian May und Eddie Van Halen nahm er 1983 in Los Angeles das Mini-Album Star Fleet Project (Brian May + Friends) auf. Im selben Jahr beteiligte er sich an den Aufnahmen der Queen-Songs Radio Ga Ga, I Want to Break Free, Man on the Prowl und Hammer to Fall aus dem 1984 erschienenen Album The Works. Nicht nur Synthesizer und Klavier, sondern auch Gitarre spielte er für Freddie Mercurys in den Münchener Musicland Studios aufgenommenes erstes Solo-Album Mr. Bad Guy ein, das 1985 veröffentlicht wurde.
In den 1980er Jahren ging Mandel mit Supertramp auf Tournee. Später spielte er auf zahlreichen Alben von Elton John.

## Tonträgerauswahl
Alben:
- The Domenic Troiano Band: Burnin’ at the Stake (1977)
- Alice Cooper: The Alice Cooper Show (1977, Live-Album)
- Alice Cooper: From the Inside (1978)
- Pink Floyd: The Wall (1979)
- Alice Cooper: Flush the Fashion (1980)
- Alice Cooper: Special Forces (1981)
- Brian May + Friends: Star Fleet Project (1983)
- Queen: The Works (1984)
- Freddie Mercury: Mr. Bad Guy (1985)
- Elton John: Ice on Fire (1985)
- Elton John: Leather Jackets (1986)
- Bernie Taupin: Tribe (1987)
- Elton John: Reg Strikes Back (1988)
- Elton John: Sleeping with the Past (1989)
- Supertramp: Some Things Never Change (1997)
- Philip Sayce: Peace Machine (2009)

DVD:
- Queen: Queen on Fire – Live at the Bowl (2004; das Bonus-Material der DVD-Ausgabe beinhaltet Ausschnitte aus dem letzten Konzert der „Hot Space“-Tournee in Tokio)

Film:
- Roadie (1980)